# Teoría del crecimiento transformacional
La teoría general del crecimiento transformacional és una creación del prestigioso economista norteamericano Edward J. Nell. El desarrollo completo de la Teoría general del crecimiento transformacional se produjo en los años 90 y se publicó como La teoría general del crecimiento transformacional (Cambridge University Press, 1998). La metodología / filosofía que subyace en la Teoría del crecimiento transformacional es una forma de realismo, basada en completar "verdades conceptuales" haciendo trabajo de campo y luego construyendo modelos de relaciones sólidamente fundamentadas en instituciones.

## Planteamiento:Prosperity and Public Spending
Edward J. Nell es un economista estadounidense y exprofesor de la New School for Social Research (NY) desde 1969 hasta 2014. Obtuvo el rango de Profesor de economía Malcolm B. Smith en 1990.
La primera declaración de la teoría del crecimiento transformacional se produjo en 1988 en su libro Prosperity and Public Spending, en la que se exponía la idea de que los mercados funcionaban de manera diferente cuando la tecnología estaba basada en la artesanía. Los costos se estructuraban de manera diferente, y tenía sentido que los precios fueran flexibles, pero el empleo tendería a ser inflexible. Sin embargo, esto daba lugar a incentivos para cambiar la estructura de los costes, lo que lleva a la producción en masa y las condiciones de costes en las que tiene sentido mantener los precios estables y variar el empleo.

## Desarrollo:Transformational Growth and Effective Demand
Los artículos publicados y no publicados de Nell que tratan estos y otros temas se recopilaron en su libro de 1992, Transformational Growth and Effective Demand, New York University Press, 1992. La intención de este libro en ese momento era proporcionar una declaración tan completa de su enfoque alternativo como fuera posible. En retrospectiva, sin embargo, sólo tiene un éxito parcial. No hay discusión sobre dinero, crédito y banca. La circulación se dejó de lado, porque en ese momento la teoría no se había completado. Y la teoría del crecimiento transformacional sólo fue esbozada. Sin embargo, las secciones históricas y la teoría de la demanda efectiva se presentan muy bien.
Cuando salió el libro de 1992, recibió el apoyo de un volumen separado, publicado por Nell en 1998, Transformational Growth and the Business Cycle, London: Routledge, 1998. El libro contenía el trabajo de un grupo de estudio de alumnos de la Nueva Escuela, probando la validez empírica del enfoque, examinando las series temporales de precios, salarios, empleo, producción y productividad en seis países. Casi al mismo tiempo, Nell escribió un libro en 1996, En busca de una economía cambiante, Londres: Routledge, 1996 y expuso las "paradojas del individualismo", y proporcionó una crítica de la filosofía social del individualismo y sugerencias para un enfoque más satisfactorio.

## Formulación final:Teoría General del Crecimiento Transformacional
El desarrollo completo de la teoría del crecimiento transformacional se produjo en los años 90, y se publicó como la Teoría General del Crecimiento Transformacional (Cambridge University Press, 1998), a partir de una crítica del equilibrio, y en su lugar el apoyo a la destrucción creativa, trabajando a través de preguntas metodológicas y filosóficas sobre el papel de los contratos y las obligaciones en la comprensión de la persistencia de las estructuras institucionales, en la circulación del dinero, en la comprensión de la productividad y en la estructura de la producción, especialmente en la relación entre la factura salarial y los bienes de capital y los requisitos de capital en los bienes de consumo. Después continúa con la dinámica, y desde allí a la demanda agregada y al ciclo económico. La 'inversión' debe dividirse en dos pasos: planificación de la inversión, que depende de la innovación y requiere planificación de precios y costos, y gasto de la inversión, que depende de las ganancias y las finanzas. No puede haber una "función de inversión" única y simple que resuma esto. Los modelos macro tienen que ser reconstruidos. Finalmente, el libro concluye examinando las interacciones entre las fuerzas y presiones económicas y el carácter cambiante de las instituciones sociales.

### Patrón del crecimiento capitalista
Nell es el creador de la Teoría del Crecimiento Transformacional, que rastrea el patrón de desarrollo capitalista a través de una sucesión de etapas, en las cuales los mercados se ajustan de manera diferente, y al hacerlo, dan lugar a presiones de mercado que conducen a innovaciones que mueven al Sistema a la siguiente etapa. En cada etapa, el funcionamiento de los mercados se regirá en parte por la estructura de costos y el patrón de crecimiento de la demanda, los cuales dependen de la tecnología y la innovación. El enfoque se basa en el trabajo empírico de Simon Kuznets, y hace uso de la noción de hechos estilizados de Nicholas Kaldor; también se basa en el trabajo de W. Arthur Lewis y Gunnar Myrdal en relación con las etapas de desarrollo. Sin embargo, es consistente solo en parte con el enfoque neoclásico de Robert Solow. Como en esa construcción, la sustitución del capital por el trabajo es crucial. Sin embargo, el crecimiento transformacional rechaza la idea de un estado estable y presenta un modelo de múltiples sectores que cambian regularmente en tamaño e importancia. Por otro lado, el énfasis de Douglass North en las instituciones se repite aquí. Ross Thomson (2004, pp. 81) argumentó que:
       "Comprender el desarrollo capitalista está aún más allá de las capacidades de la teoría económica, al menos en su versión formalizada. Intrínsecamente innovador, desigual a lo largo de sectores y países, y evolucionando a través de cambios cualitativos en la estructura institucional, el desarrollo involucra tal complejidad que las principales ideas, incluidas las de Marx, Veblen, Schumpeter y Chandler, a menudo provienen de fuera de la teoría formal. La utilidad de estas ideas sugiere que la teoría debe ser reconceptualizada para comprender el desarrollo capitalista. Edward Nell intenta tal reconceptualización. Nell describe el desarrollo como un proceso acumulativo en el que las instituciones económicas y las tecnologías evolucionan en una dinámica única, que se engendra mutuamente. En la Teoría general del crecimiento transformacional (1998), le da a la teoría la tarea de comprender este proceso acumulativo. En el enfoque del CT, los mercados generan innovaciones, lo que es más importante, los cambios tecnológicos, y estas innovaciones reestructuran los mercados. Este proceso imparte una dirección al desarrollo capitalista a medida que los sectores suben y bajan, la producción se reorganiza y los mercados se remodelan."
Además, Geoffrey M. Hudgson (2004) argumentó que:
  "El rico y esclarecedor El crecimiento transformacional general (1998) de Edward Nell tiene más de setecientas páginas y cita a muchos autores. Pero no hay ninguna referencia a Thorstein Veblen. Sin embargo, existen conexiones y similitudes notables entre el pensamiento de Veblen y el de Nell. Obviamente, ambos están muy preocupados por la dinámica peligrosa y los efectos negativos del capitalismo moderno. Pero las similitudes van más allá. En el centro de sus argumentos separados sobre el desarrollo capitalista están los profundos entendimientos de la importancia y el papel de la tecnología. Además, el argumento clave de Nell (1998, 26–36, 410–68) sobre el cambio de una economía artesanal a la producción en masa tiene paralelos increíblemente estrechos en el análisis de la transformación de Veblen (1904: 364–68; 1914: 230–355)."

### Mercados cambiantes y análisis dinámico
En contraste con muchas teorías convencionales, el análisis económico que apoya la perspectiva del crecimiento transformacional no se basa principalmente en la elección racional. Hay un lugar para la elección racional y para la teoría del equilibrio, pero en opinión de Nell es un lugar subordinado, y gran parte de la actividad será prescriptiva en lugar de descriptiva. Los mercados reales están siempre están en movimiento; el equilibrio es raro y es necesario el análisis dinámico.
La metodología / filosofía que subyace en la Teoría del crecimiento transformacional es una forma de realismo, basada en completar "verdades conceptuales" haciendo trabajo de campo y luego construyendo modelos de relaciones sólidamente fundamentados en las instituciones. El resultado serán modelos abiertos, que solo pueden cerrarse temporalmente al "establecer" ciertas relaciones inherentemente no confiables. Esto tiene implicaciones para la econometría: no todas las relaciones económicas están a la par. Algunas son confiables y se pueden establecer confiablemente; otras son intrínsecamente poco fiables, especialmente aquellas que son prospectivos. Es probable que cambien "espontáneamente". Tienen que ser estimadas de manera temporal por el trabajo de campo y buenas conjeturas. Tampoco hay nada malo en esto. Pero significa que un modelo econométrico debe dividirse en dos partes: las relaciones confiables y las volátiles.
El cambio de producción artesanal a producción en masa conduce a nuevos requisitos de políticas; exige lo que Abba Lerner llamó "Finanzas funcionales", pero este enfoque perdió el favor durante los tiempos difíciles que siguieron a las crisis del petróleo. Hubo un experimento generalizado, aunque temporal, con el monetarismo y una desilusión duradera con el 'ajuste' y la gestión de la demanda. Pero los conceptos básicos de las finanzas funcionales son sólidos y reflejan la comprensión del dinero moderno (fiduciario y basado en el crédito), dinero que no tiene "ancla". La reactivación de este enfoque hoy conduce al programa para un "empleador de último recurso", (ELR). Esto ofrece un marco de políticas que apoyará el pleno empleo, al tiempo que restringirá la inflación. Ofrece la oportunidad de cumplir muchos objetivos sociales también. Y aprovecha el crecimiento transformacional, que cambia el presupuesto de neutral o procíclico a anticíclico.
Una implicación adicional del crecimiento transformacional es que si hay una movilidad sustancial de trabajo y capital, los tipos de cambio se desviarán de la paridad del poder adquisitivo solo debido a presiones especulativas. En otras palabras, una moneda universal, como la propuesta por Robert Mundell, no solo sería deseable, sino que parecería ser una culminación natural de los procesos de cambio transformacionales.